# Charles Hobaugh
Charles Owen Hobaugh (* 5. listopadu 1961) je americký astronaut NASA. Narodil se v Bar Harbor, Maine, má čtyři děti. Má rád lyže, volejbal, běhání, triatlon.
STS-104 byla jeho první mise do vesmíru, ve které letěl jako pilot v raketoplánu Atlantis. Jeho druhou misí STS-118 byla mise raketoplánu Endeavour, při které letěl již jako velitel mise.
Jeho dalším letem je mise STS-129 raketoplánu Atlantis. Raketoplán s Charlesem Hobaughem jako velitelem letu odstartoval 16. listopadu 2009 z Kennedyho vesmírného střediska na Floridě. Na Mezinárodní vesmírnou stanici ISS dopravíl náhradní díly a zásoby.